# Seminghundra och Ärlinghundra kontrakt
Seminghundra och Ärlinghundra kontrakt var ett kontrakt inom Svenska kyrkan i Uppsala stift. Det upphörde 31 december 1961, då kvarvarande församlingar överfördes till Sigtuna kontrakt.

## Administrativ historik
Kontraktet bildades 1929 av
från Seminghundra kontrakt vars församlingar före 1942 och de flesta även efter 1942 tillhörde Uppsala stift
- Närtuna församling
- Gottröra församling
- Vidbo församling
- Husby-Långhundra församling
- Skepptuna församling
- Lunda församling
- Skånela församling
- Norrsunda församling
- Frösunda församling överfördes 1 januari 1952 till Stockholms stift och Roslags västra kontrakt
- Kårsta församling överfördes 1 januari 1952 till Stockholms stift och Roslags västra kontrakt
- Markims församling överfördes 1 januari 1952 till Stockholms stift och Roslags västra kontrakt
- Orkesta församling överfördes 1 januari 1952 till Stockholms stift och Roslags västra kontrakt

från Ärlinghundra kontrakt vars församlingar tillhörde Uppsala stift
- Odensala församling
- Husby-Ärlinghundra församling
- Sigtuna församling
- Sankt Olofs församling
- Sankt Pers församling
- Vassunda församling
- Haga församling
- Alsike församling
- Knivsta församling